# ميكي تاكاهاشي
ميكي تاكاهاشي (باليابانية: 高橋美紀؛ بالكانا: たかはし みき) هي مؤدية صوت ومغنية يابانية، ولدت في 19 سبتمبر 1961 في بونكيو في اليابان.

## وصلات خارجية
- ميكي تاكاهاشي على موقع IMDb (الإنجليزية)
- ميكي تاكاهاشي على موقع ميوزك برينز (الإنجليزية)
- ميكي تاكاهاشي على موقع ديسكوغز (الإنجليزية)
- ميكي تاكاهاشي على موقع قاعدة بيانات الفيلم (الإنجليزية)
- ميكي تاكاهاشي على موقع كينوبويسك (الروسية)
- ميكي تاكاهاشي على موقع ANN person (الإنجليزية)